# 移住者と連帯する全国ネットワーク
 移住者と連帯する全国ネットワーク（いじゅうしゃとれんたいするぜんこくねっとわーく 英語: Specified Nonprofit Corporation Solidarity Network with Migrants Japan 略称：移住連）とは、日本に暮らす移民・移民ルーツをもつ人びとの権利と尊厳が保障される法制度の確立を目指して、活動している東京都のNPO法人である。

## 概要
1997年、前身組織の移住労働者と連帯する全国ネットワーク（任意団体）として誕生。2015年にNPO法人格を取得。各種相談活動や省庁交渉などのロビー活動、社会啓発のためのワークショップの開催等を行う。全国各地の外国人を支援する団体、当事者団体、労働団体、医療・福祉団体、宗教・学術団体など広範なネットワークを持つ。機関紙はMigrants Network（M-net）。

### 主な活動
- 外国人研修生に対するホットラインの開設[3]。
- コロナ禍で生活苦に陥った在日外国人に向けてカトリック麹町聖イグナチオ教会でNPO法人北関東医療相談会、反貧困ネットワーク及びボランティアの医師や保健師、弁護士と共催する形で外国人対象の医療相談会を開催[4]。
- 移住連のネットワークに参加する団体の一つで外国籍のシングルマザーらの支援をする神奈川県川崎市幸区の「カラカサン　移住女性のためのエンパワメントセンター」では、外国籍の女性に向けた食糧支援や相談支援を行っている[5]。

### 入管法関連
- 1999年には移住連のメンバーが出入国管理及び難民認定法（入管法）改定をめぐる国会審議で参考人意見陳述を行う。国際移住者デー（12月18日）でのイベント開催や2002年には『多民族・多文化共生社会に向けて－包括的外国人政策の提言・2002年版』を発表した。
- 2020年7月に、 出入国管理及び難民認定法（入管法）改正に際し日本共産党と懇談、[6]、また、立憲民主党外国人受け入れ制度及び多文化共生社会のあり方に関する検討合同PTで発言した[7]。
- 2021年10月の第49回衆議院議員総選挙の前に国内に長期滞在する外国人の人権保障をテーマに「移民政策に関する政党アンケート2021年」を作成して、各政党に送付して結果を報告[8]。

## 役員
代表理事
- 鳥井一平 ‐ 全統一労働組合／外国人技能実習生権利ネットワーク

副代表理事
- 丹羽雅雄 ‐ すべての外国人労働者とその家族の人権を守る関西ネットワーク (RINK)／弁護士
- 鈴木江理子 ‐ 移住連入管法対策会議／国士舘大学教員

理事
- 有川憲治 ‐ NPO法人アルペなんみんセンター 理事／事務局長
- 大川昭博 ‐  外国人医療・生活ネットワーク
- 金朋央 ‐ コリアNGOセンター
- 佐藤信行  ‐ 在日韓国人問題研究所（RAIK）／福島移住女性支援ネットワーク（EIWAN）／外国人住民基本法の制定を求める全国キリスト教連絡協議会（外キ協）
- 高谷幸 ‐ 移住連貧困対策PT／大阪大学教員
- 山岸素子 ‐ カラカサン〜移住女性のためのエンパワメントセンター／日本カトリック難民移住移動者委員会（JCaRM）

監事
- 飯田勝泰 ‐ 東京労働安全衛生センター
- 藤林美穂 ‐  行政書士

顧問
- 岩本光弘 ‐ 移住労働者と共に生きるネットワーク九州
- 村山敏 ‐ 神奈川シティユニオン
- 渡辺英俊 ‐ カラバオの会

事務局
- 事務局長 ‐ 山岸素子
- 事務局次長 ‐ 安藤真起子

出典。

## 賞歴
- 2009年12月、多田謡子反権力人権賞[9]。
- 2013年、アメリカ合衆国国務省「奴隷労働根絶、人身売買と闘うヒーロー」に移住連代表理事の鳥井一平が選出される[10]。
- 2015年12月、大韓民国人権賞に移住連顧問の村山敏（神奈川シティユニオン）が選出される[11]。
- 2021年11月、東京弁護士会「第36回東京弁護士会人権賞」[12]

## 移住連のネットワーク（主な各地の会員団体）
- カトリック札幌司教区難民移住移動者委員会
- 日本カトリック難民移住移動者委員会(J-CARM，東京）
- NPO法人 多文化共生センター東京
- NPO法人 人身取引被害者サポートセンターライトハウス
- 仮放免者の会
- 特定非営利活動法人 JFCネットワーク
- 難民・移住労働者問題キリスト教連絡会
- 女性の家HELP
- 難民支援協会
- 全統一労働組合
- 神奈川シティユニオン
- カラバオの会（寿・外国人出稼ぎ労働者と連帯する会）
- カラカサン
- 東海在日外国人支援ネットワーク
- 在日アジア人労働者と共に闘う会（在ア共）
- コリアNGOセンター
- ＲＩＮＫ（すべての外国人労働者とその家族の人権を守る関西ネットワーク）
- 在日難民との共生ネットワーク
- 高槻むくげの会
- 新宗連同和推進連絡協議会
- RAFIQ　在日難民との共生ネットワーク
- アジア女性自立プロジェクト
- 特定非営利活動法人女性エンパワーメントセンター福岡

## 参考資料
- 鳥井一平「国家と移民　外国人労働者と日本の未来 (集英社新書) 」集英社 2020年6月22日 ISBN  4087211258

## 関係項目
- 日本の外国人
- 難民
- 移民
- 外国人労働者
- 出入国在留管理庁
- 出入国管理及び難民認定法
- 外国人登録制度（2012年7月に廃止）
- 技能実習制度
- 在留カード

- 帰化と帰化人・渡来人
- 日本の民族問題
- 特別永住者
- 一般永住者
- ニューカマー
- 在日外国人情報センター
- 外国人集住都市会議
- ブラジリアンタウン
- 海辺の彼女たち

- 師岡康子
- 指宿昭一
- 安田浩一